# Кнорр, Эрнест Августович
Эрнест Августович Кнорр (нем. Ernst August Knorr; 1805, Саксония — не ранее 1870) — ординарный профессор-физик Казанского и Киевского университетов.

## Биография
Родился 23 ноября 1805 года в городе Херцберг в Саксонии, недалеко от Гёттингена. В 1830 году вышел из Берлинского университета доктором философии и магистром свободных наук. Некоторое время был преподавателем Иоахимштальской гимназии в Берлине. 
При ближайшем содействии А. Гумбольдта 24 декабря 1832 года был определён ординарным профессором физики в Императорский Казанский университет. Вскоре после своего приезда (9 июня 1933) он активно занялся приведением в устройство физического кабинета и организацией метеорологических наблюдений в Поволжье. При нём было выстроено отдельно здание для занятий физикой и химией, на крыше которого была размещена метеостанция. Для неё Кнорр разработал самопишущий термометр, действовавший в 1842—1844 годах. Летом 1836 года Кнорр совершил учёное путешествие по Востоку России для магнитных и метеорологических наблюдений.
При преобразовании университета согласно новому уставу, с 1 августа 1837 года он получил должность ординарного профессора по кафедре физики и физической географии. В 1840 году был командирован за границу для приобретения физических приборов для университета. В ходе этой поездки Кнорр встретился с директором Берлинской обсерватории Иоганном Францем Энке, математиком Карлом Фридрихом Гауссом, физиками Иоганном Христианом Поггендорфом и Вильгельмом Эдуардом Вебером. Гауссу Кнорр передал геометрические работы Лобачевского, заинтересовавшись которыми тот начал изучать русский язык. 
Был произведён в статские советники 21 февраля 1841 года.
Летом 1842 года в Пензе вместе с Лобачевским Кнорр наблюдал полное солнечное затмение; помогал Н. И. Лобачевскому в написании второй версии научного отчета о наблюдении полного затмения Солнца в Пензе 26 июня 1842 г. (первая неопубликованная версия отчета погибла во время пожара в Казанском университете 24 августа 1842 г.);  летом 1843 года путешествовал по северо-восточным губерниям для обозрения замечательных в физическом, метеорологическом и геогностическом отношениях пунктов Уральского хребта.
В 1844 году Кнорр сделал фотографии лунного затмения. Согласно исследованию Ольги  Докучаевой (ГАИШ МГУ), это были первые опыты астрономической фотографии в России; следующие известные отечественные фотографии небесного светила — Солнца — были получены спустя 20 лет в Пулковской и Виленской обсерваториях М. М. Гусевым.
С 31 января 1846 года перешёл в университет Св. Владимира, причём 30 апреля того же года был избран членом-корреспондентом Казанского университета. Под его руководством и наблюдением в Киеве была выстроена университетская метеорологическая обсерватория.
Кроме университета, Кнорр преподавал в Киеве с 1855 по 1858 год физику в институте благородных девиц. В 1858 году заслуженным профессором вышел в отставку и уехал в Дрезден.
Дата и место смерти достоверно неизвестно; без указания источников называют 30 мая 1879 года в в Радебойле, а также 1879 год в Дрездене. Известно, что в 1870 году он имел адрес проживания в Дрездене.
Имел награды: бриллиантовый перстень с изумрудом (1836), ордена Св. Анны 3-й (1846) и 2-й (1852; императорская короноа к ордену в 1854) степени.
Жена: Roswitha Augusta Scharbe (16.4.1826, Жары — 24.4.1897, Санкт-Петербург).